# Julio Doig Sánchez
Julio César Doig Sánchez (Callao, 6 de diciembre de 1910-Lima, 30 de junio de 1980) fue un militar y político peruano. Ministro de Guerra de 1967 a 1968, en el primer gobierno de Fernando Belaúnde.

## Biografía
Nació en el Callao, hijo de César Doig y Julia Sánchez. Ingresó a la Escuela Militar de Chorrillos, de donde egresó como alférez, iniciando así su carrera militar.
Fue el primer director del Servicio de Inteligencia Nacional (SIN), fundado por decreto supremo del 27 de enero de 1960 dado por el segundo gobierno de Manuel Prado Ugarteche.
En 1964, bajo el primer gobierno de Fernando Belaúnde, fue ascendido al grado de General de división. Pasó luego a ser Comandante General del Ejército del Perú. Participó en la 4.ª conferencia de ejércitos americanos, realizada en Lima en 1966.
Al ocurrir la crisis monetaria de septiembre de 1967, el presidente Belaunde conformó un nuevo gabinete ministerial presidido por Edgardo Seoane Corrales, en el que Julio Doig figuraba como ministro de Guerra. Ejerció dicho cargo de 6 de septiembre de 1967 a 1 de enero de 1968.
Pasó al retiro en 31 de enero de 1968. En agosto del mismo año fue nombrado embajador en Brasil. Meses antes, en abril, hizo una declaración a los periodistas, en la que aseguraba que el veto político que aplicaban las Fuerzas Armadas ya había sido abolido, en alusión al veto o rechazo que los militares imponían al Partido Aprista. Ello fue muy celebrado por los apristas, reunidos en la Casa del Pueblo. Por entonces, Haya de la Torre se preparaba para ser candidato a la presidencia a las elecciones de 1969, las cuales no llegaron a realizarse debido al golpe de Estado de octubre de 1968.
Desde inicios de 1968, corrió el rumor de que un grupo de oficiales del ejército, descontentos con el asunto de la IPC, tramaban un golpe de Estado contra Belaunde. Se señalaba como su cabecilla al general Julio Doig. Finalmente, quien encabezó el golpe de Estado de 3 de octubre de 1968 fue el general Juan Velasco Alvarado.